# 東シベリア海

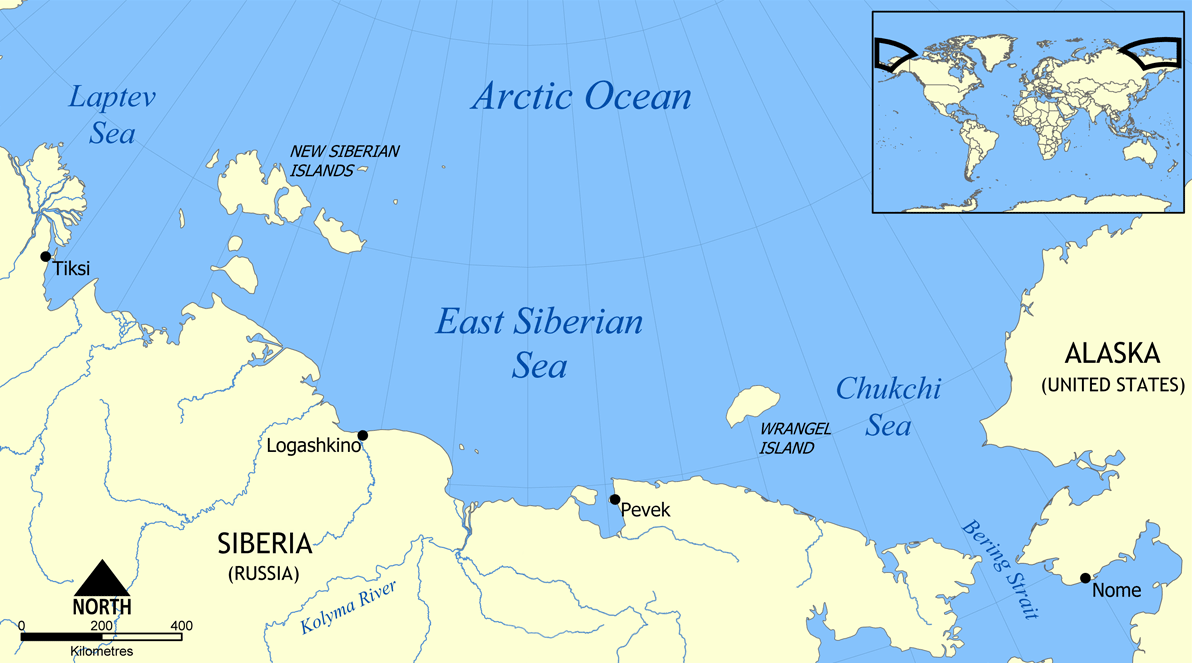
地図

東シベリア海（ロシア語:Восто́чно-Сиби́рское мо́ре、サハ語:Илин Сибиирдээҕи байҕал、英語:East Siberian Sea）とは北極海の一部でロシアのノヴォシビルスク諸島、シベリア、ウランゲリ島に囲まれた海。西はラプテフ海、東はチュクチ海に繋がっている。
面積は913,000 km2で、一年の大部分は氷に覆われている。全体の70%は深さ50m未満。最も深いところは155m。
平均気温は夏は0-2℃、冬は-30℃にもなる。